# Kathrin Boron
Kathrin Boron (Eisenhüttenstadt, 4 november 1969) is een Duits voormalig roeister. Boron maakte haar debuut met de wereldtitel in de dubbel-vier tijdens de wereldkampioenschappen roeien 1989. Nadien maakte Boron de overstap naar de dubbel-twee en won in die boot tweemaal op rij de wereldtitel in 1990 en 1991. Bij Boron haar olympische debuut won ze de gouden medaille in de dubbel-twee tijdens de Olympische Zomerspelen 1992. Vier jaar later werd Boron voor de tweede maal olympisch kampioen tijdens de Olympische Zomerspelen 1996 ditmaal in de dubbel-vier. Een jaar later behaalde Boron twee wereldtitels tijdens de wereldkampioenschappen roeien 1997 in de dubbel-twee en dubbel-vier. Een jaar later prolongeerde Boron haar wereldtitel in de dubbel-vier. In het voor olympische jaar werd Boron wereldkampioen in de dubbel-twee. Bij Boron haar derde olympische deelname werd ze voor de derde maal olympisch kampioen in de dubbel-vier tijdens de Olympische Zomerspelen 2000. Bij de wereldkampioenschappen roeien 2001 prolongeerde Boron haar wereldtitel in de dubbel-twee. Boron werd voor de vierde maal olympisch kampioen tijdens de Olympische Zomerspelen 2004 in de dubbel-vier. Vier jaar later behaalde Boron voor eerste maal geen olympische titel maar moest genoegen nemen met de bronzen medaille in de dubbel-vier. Haar man Jens Köppen won de bronzen medaille in de dubbel-vier tijdens de Olympische Zomerspelen 1988

## Resultaten
- Wereldkampioenschappen roeien 1989 in Bled  in de dubbel-vier
- Wereldkampioenschappen roeien 1990 in Barrington  in de dubbel-twee
- Wereldkampioenschappen roeien 1991 in Wenen  in de dubbel-twee
- Olympische Zomerspelen 1992 in Barcelona  in de dubbel-vier
- Wereldkampioenschappen roeien 1993 in Račice  in de dubbel-twee
- Wereldkampioenschappen roeien 1994 in Indianapolis  in de skiff
- Wereldkampioenschappen roeien 1995 in Tampere 4e in de skiff
- Olympische Zomerspelen 1996 in Atlanta  in de dubbel-vier
- Wereldkampioenschappen roeien 1997 in Aiguebelette-le-Lac  in de dubbel-twee
- Wereldkampioenschappen roeien 1997 in Aiguebelette-le-Lac  in de dubbel-vier
- Wereldkampioenschappen roeien 1998 in Keulen  in de dubbel-vier
- Wereldkampioenschappen roeien 1999 in St. Catharines  in de dubbel-twee
- Olympische Zomerspelen 2000 in Sydney  in de dubbel-twee
- Wereldkampioenschappen roeien 2001 in Luzern  in de dubbel-twee
- Wereldkampioenschappen roeien 2003 in Milaan  in de dubbel-twee
- Olympische Zomerspelen 2004 in Athene  in de dubbel-vier
- Wereldkampioenschappen roeien 2005 in Kaizu  in de dubbel-vier
- Wereldkampioenschappen roeien 2007 in München  in de dubbel-vier
- Olympische Zomerspelen 2008 in Peking  in de dubbel-vier

1976: Svetla Otsetova & Zdravka Jordanova ·
1980: Jelena Chloptseva & Larissa Popova ·
1984: Marioara Popescu & Elisabeta Oleniuc ·
1988: Birgit Peter & Martina Schröter ·
1992: Kerstin Köppen & Kathrin Boron ·
1996: Marnie McBean & Kathleen Heddle ·
2000: Jana Thieme & Kathrin Boron ·
2004: Georgina Evers-Swindell & Caroline Evers-Swindell ·
2008: Georgina Evers-Swindell & Caroline Evers-Swindell ·
2012: Katherine Grainger & Anna Watkins   ·
2016: Magdalena Fularczyk-Kozłowska & Natalia Madaj ·
2020: Nicoleta-Ancuța Bodnar & Simona Radiș ·
2024: Brooke Francis & Lucy Spoors
1988: Kerstin Förster & Kristina Mundt & Beate Schramm & Jana Sorgers ·
1992: Sybille Schmidt  &  Birgit Peter  & Kerstin Müller & Kristina Mundt·
1996: Katrin Rutschow & Jana Sorgers & Kerstin Köppen & Kathrin Boron·
2000: Manja Kowalski & Meike Evers & Manuela Lutze  & Kerstin Kowalski ·
2004: Kathrin Boron & Meike Evers & Manuela Lutze & Kerstin Kowalski ·
2008: Tang Bin & Xi Aihua & Jin Ziwei & Zhang Yangyang ·
2012: Kateryna Tarasenko & Natalija Dovhodko & Anastasija Kozjenkova & Jana Dementjeva·
2016: Annekatrin Thiele, Carina Bär, Julia Lier, Lisa Schmidla ·
2020: Chen Yunxia & Zhang Ling & Lü Yang & Cui Xiaotong ·
2024: Lauren Henry & Hannah Scott & Lola Anderson & Georgina Brayshaw